# Етно двориште у Драчи
Етно двориште у Драчи представља непокретно културно добро као споменик културе, одлуком СО Крагујевац, од 27. августа 1992. године, а објављено у Општинском службеном гласнику бр. 13/92 од 8. септембра 1992. године.
Етно двориште у Драчи чине кућа, вајат, кош и споменик из 1902. године. Кућа је приземна, троделна грађевина, правоугаоне основе, чији предњи део краси трем са луцима. Зидови су рађени у бондруку, а кров на четири воде је покривен бибер црепом.
Вајат је коришћен као зграда сеоске управе у периоду од 1830. до 1902. године. То је брвнара квадратне основе, чије су греде темељаче положене на темељ од ломљеног камена на нагнутом терену. Зидови су од талпи сложених у ћерт. Четвороводни кров је прекривен ћерамидом.
Кош прућар је елипсасте основе, са темељачама које носе странице од густо испреплетаног прућа. Улаз је на средини. Кош је подигнут на блокаде, а трем са кровом покривеним бибер црепом је накнадно урађен.
На овом месту је 1984. године основан етно музеј.